# Hermann Hepp (Mediziner)

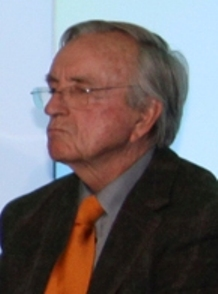
Hermann Hepp (2011)

Hermann Rudolf Hepp (* 27. Januar 1934 in Singen) ist ein deutscher Gynäkologe und Geburtshelfer.

## Leben
Hermann Hepp wurde 1934 im Landkreis Konstanz geboren. Er besuchte die Volksschule in Singen und das Humanistische Gymnasium in Sankt Blasien, welches er mit dem Reifezeugnis abschloss. Er studierte danach von 1953 bis 1954 Philosophie, Soziologie und Kunstgeschichte an der Päpstlichen Universität Gregoriana in Rom. Von 1954 bis 1957 studierte er Medizin zunächst an der Albert-Ludwigs-Universität Freiburg. Die klinischen Semester absolvierte Hepp an den Universitäten Hamburg, Wien und München. 1957 war er Stipendiat des Cusanuswerks. Im Jahre 1960 wurde er in München promoviert. Seine ärztliche Tätigkeit begann Hepp als wissenschaftlicher Assistent 1962 an der Neurochirurgischen Klinik der Universität Freiburg, wechselte jedoch am 1. Februar 1963 an die Universitäts-Frauenklinik Freiburg unter Heinrich Wimhöfer. Hier erwarb er am 12. Juni 1970 den Facharzt für Gynäkologie und Geburtshilfe. Hepp habilitierte sich 1969 für Gynäkologie und Geburtshilfe in Freiburg und wurde 1972 Leitender Oberarzt der Klinik. Nach dem Tod von Wimhöfer im Jahre 1970 wechselte er in gleicher Funktion zum 1. April 1973 an die Universitätsfrauenklinik der Johannes Gutenberg-Universität Mainz unter Volker Friedberg. 1974 erfolgte die Umhabilitation nach Mainz und die Ernennung zum außerplanmäßigen Professor. 1976 erhielt Hermann Hepp einen Ruf auf den Lehrstuhl für Gynäkologie und Geburtshilfe an die Universität zu Lübeck, welcher jedoch abgelehnt wurde. Er nahm 1978 den Ruf auf den Lehrstuhl der
Universität des Saarlandes in Homburg an und wurde im Oktober 1978 zum Direktor der Universitätsfrauenklinik ernannt. Vom 1. Januar 1983 bis zum 31. Dezember 1983 war er zusätzlich Ärztlicher Direktor des Universitätsklinikums Homburg. Im Januar 1984 wechselte Hepp auf den Lehrstuhl der Ludwig-Maximilians-Universität München und wurde Direktor der Frauenklinik im Klinikum Großhadern. Er leitete die Klinik, obwohl bereits zum 1. April 2002 emeritiert, bis zum 1. April 2005.
Hermann Hepp war von 1992 bis 1994 Präsident der Deutschen Gesellschaft für Gynäkologie und Geburtshilfe und organisierte deren Kongress 1994 in München. Von 1980 bis 1982 stand er als Präsident der Mittelrheinischen Gesellschaft für Gynäkologie und Geburtshilfe vor und ist Mitglied in zahlreichen weiteren Fachgesellschaften. Die Deutsche Akademie der Naturforscher Leopoldina wählte ihn 1989 zu ihrem Mitglied. Seit 1996 ist Hepp Mitglied des Wissenschaftlichen Beirats der Bundesärztekammer.
Hermann Hepp war Mitherausgeber der Fachzeitschriften Gynäkologisch-Geburtsthilfliche Rundschau und Der Gynäkologe und Mitglied des Wissenschaftlichen Beirats von zahlreichen Fachzeitschriften, u. a. der Zeitschrift für Ethik in der Medizin. Er publizierte etwa 400 Beiträge, insbesondere zur Endokrinologie, operativen Gynäkologie, Reproduktionsmedizin, Diabetes und Schwangerschaft, Extrauteringravidität, Endoskopie, Laser-Gynäkologie und Sterilitäts-Mikrochirurgie.

## Ehrungen
- Ehrenmitglied der Österreichischen Gesellschaft für Gynäkologie und Geburtshilfe (1997)
- Ehrenmitglied der Ungarischen Gesellschaft für Gynäkologie und Geburtshilfe (1998)
- Ehrenmitglied im Berufsverband der Frauenärzte (2002)
- Ehrenmitglied der Bayerischen Gesellschaft für Frauenheilkunde und Geburtshilfe (2003)
- Ehrenmitglied der Deutschen Gesellschaft für Gynäkologie und Geburtshilfe (2004)
- Ehrenmitglied der Niederrheinisch–Westfälischen Gesellschaft für Gynäkologie und Geburtshilfe (2007)
- Ehrenmitglied der Mittelrheinischen Gesellschaft für Gynäkologie und Geburtshilfe (2010)
- Ehrenmitglied der Deutschen Gesellschaft für Perinatale Medizin (2015)
- Korrespondierendes Mitglied der Ärzte Wiens (2003)
- Carl Kaufmann-Medaille (2002)
- Otto Käser Gedächtnisvorlesung, Basel 11. September 2004
- Paracelsus-Medaille (2013)

## Schriften (Auswahl)
- Laktation beim Mann. Dissertation, Ludwig-Maximilians-Universität München 1960
- Immunologische und biologische Bestimmung der hypophysären Gonadotropine im normalen Zyklus und bei Behandlung mit Clomiphen. Habilitationsschrift, Albert-Ludwigs-Universität Freiburg 1969
- mit Rudolf Schmitt: Zur Reform des § 218 StGB. Schöningh-Verlag, Paderborn 1974, ISBN 3-506-73313-3
- Nahtmaterialien und Nahttechniken in der operativen Gynäkologie. Urban und Schwarzenberg, München 1985, ISBN 3-541-12301-X
- mit Jörg Baltzer: Lymphonodektomie in der gynäkologischen Onkologie: Indikation, Technik und Konsequenzen für die Therapieplanung. Urban und Schwarzenberg, München 1988, ISBN 3-541-12351-6
- mit Peter Scheidel, Bernhard Schüßler: Gynäkologische Standardoperationen. Enke-Verlag, Stuttgart 1991, ISBN 3-432-99441-9
- (Hrsg.): Hilfe zum Sterben? Hilfe beim Sterben! Patmos-Verlag, Düsseldorf 1992, ISBN 3-491-77926-X
- (Hrsg.): Klonen – Forschung und Ethik im Konflikt: Leopoldina-Meeting vom 26. bis 27. November 1999 in München. Barth-Verlag, Heidelberg 2000, ISBN 3-8304-5092-3